# Carlo Bartolomeo Rastrelli

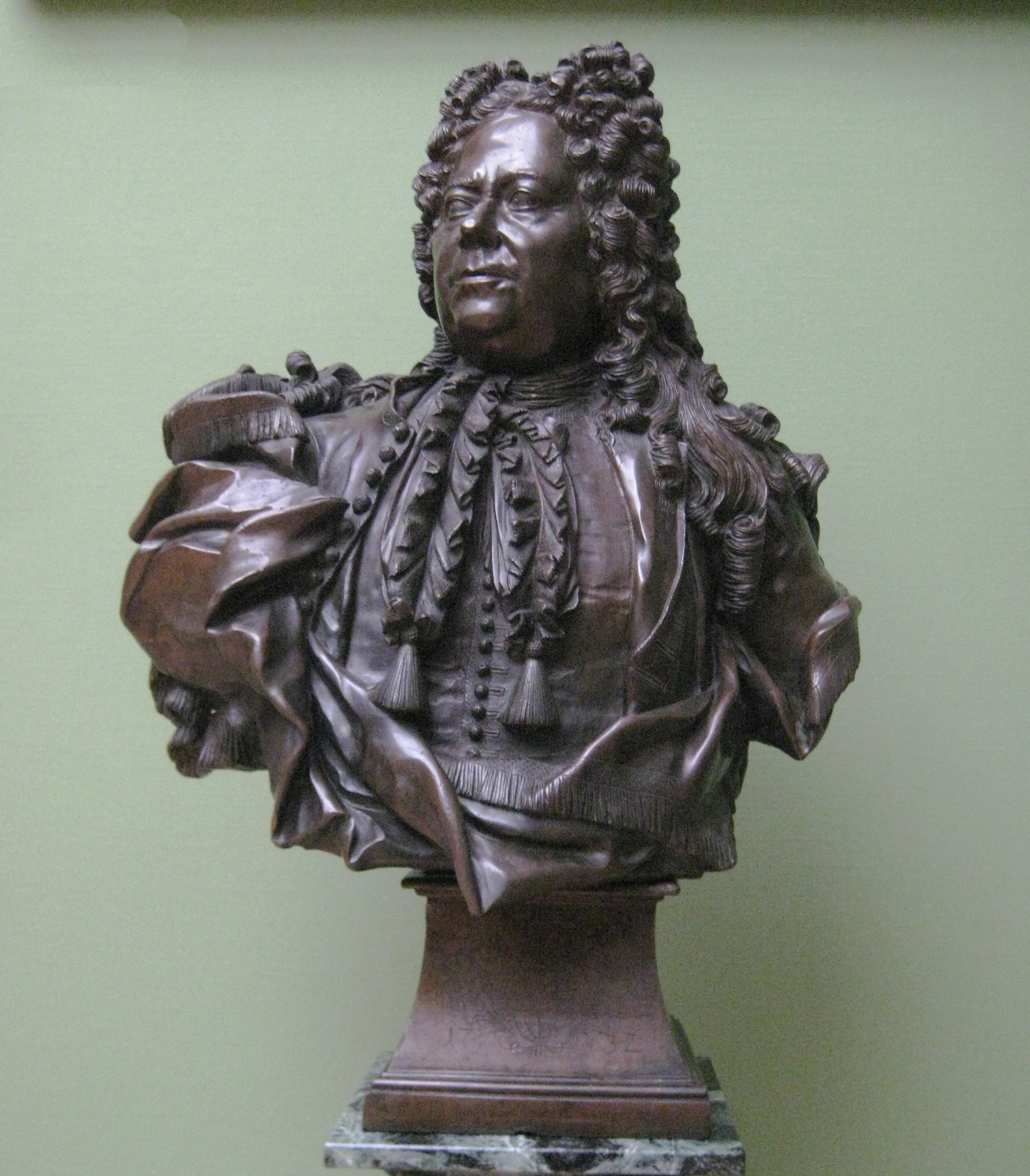
Aquest bust de Carlo Rastrelli és un possible autoretrat.

Carlo Bartolomeo Rastrelli (Florència, Itàlia, 1675 – Sant Petersburg, Rússia, 18 de novembre de 1744) va un escultor i arquitecte italià. Nascut a Itàlia, es va traslladar el 1716 a Rússia, on va treballar fins a la seva mort. La majoria de les seves feines famoses inclouen el Monument a Pere I (castell de Sant Miquel) i una figura de cera i diversos busts de Pere el Gran. El seu fill Francesco Bartolomeo Rastrelli va ser un prominent arquitecte a Rússia.

## Biografia
Carlo Bartolomeo Rastrelli va néixer a Florència, Toscana, en la família del ric noble Francesco Rastrelli. Carlo va rebre formació versàtil en arts, incloent feina amb bronze i joies, així com dibuix i disseny. Tanmateix, no va poder aplicar les seves habilitats a Florència, que passava per una crisi econòmica. Rastrelli es va traslladar amb la seva muller, una noble espanyola, a Roma i després a París, on va néixer el seu fill Francesco Bartolomeo. El 1706, Rastrelli va completar la tomba d'un ministre de Lluís XIV de França, per la qual cosa va rebre el títol de Compte. La tomba va ser derrocada el 1792.
Va continuar dissenyant tombes en l'estil Barroc, però va trobar menys èxit a França, que ja s'havia mogut cap al Neoclassicisme. Pere el Gran es va aprofitar d'aquesta situació per atreure artistes degradats a Rússia, i així el 1715 Rastrelli i el seu fill va ser convidats a Rússia.
L'obra de Rastrelli va incloure el disseny de palaus, jardins, fonts, decoracions teatrals, segells per monedes i medalles, així com monuments, utilitzant diversos materials com pedra, metall i cera. Rastrelli també va ensenyar arts a estudiants russos. Va arribar a Sant Petersburg el març de 1716 amb un contracte de tres anys, però va restar a Rússia fins a la seva mort el 1744.

## Obres

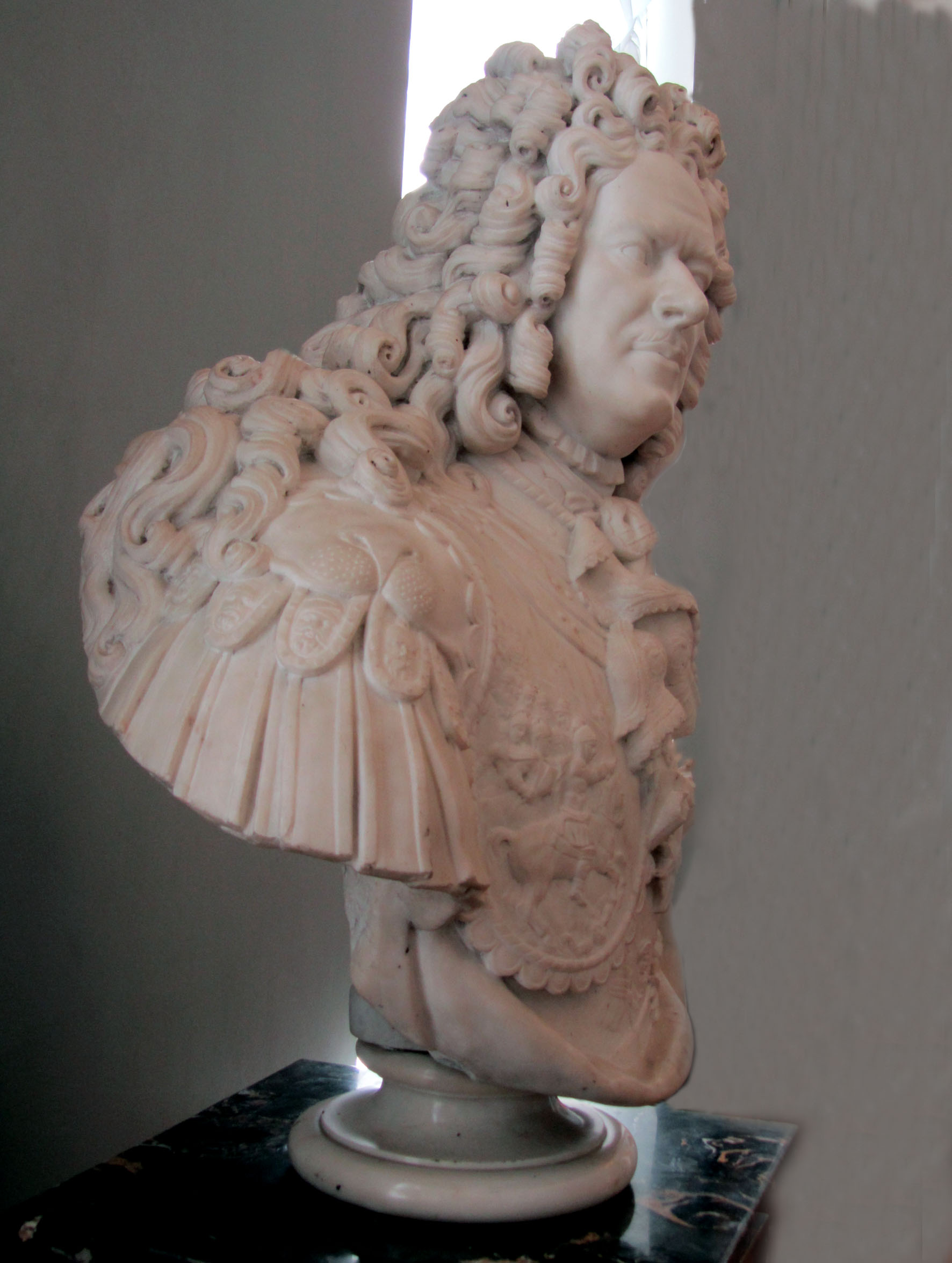
Bust d'Alexander Menxikov, la còpia de marbre.

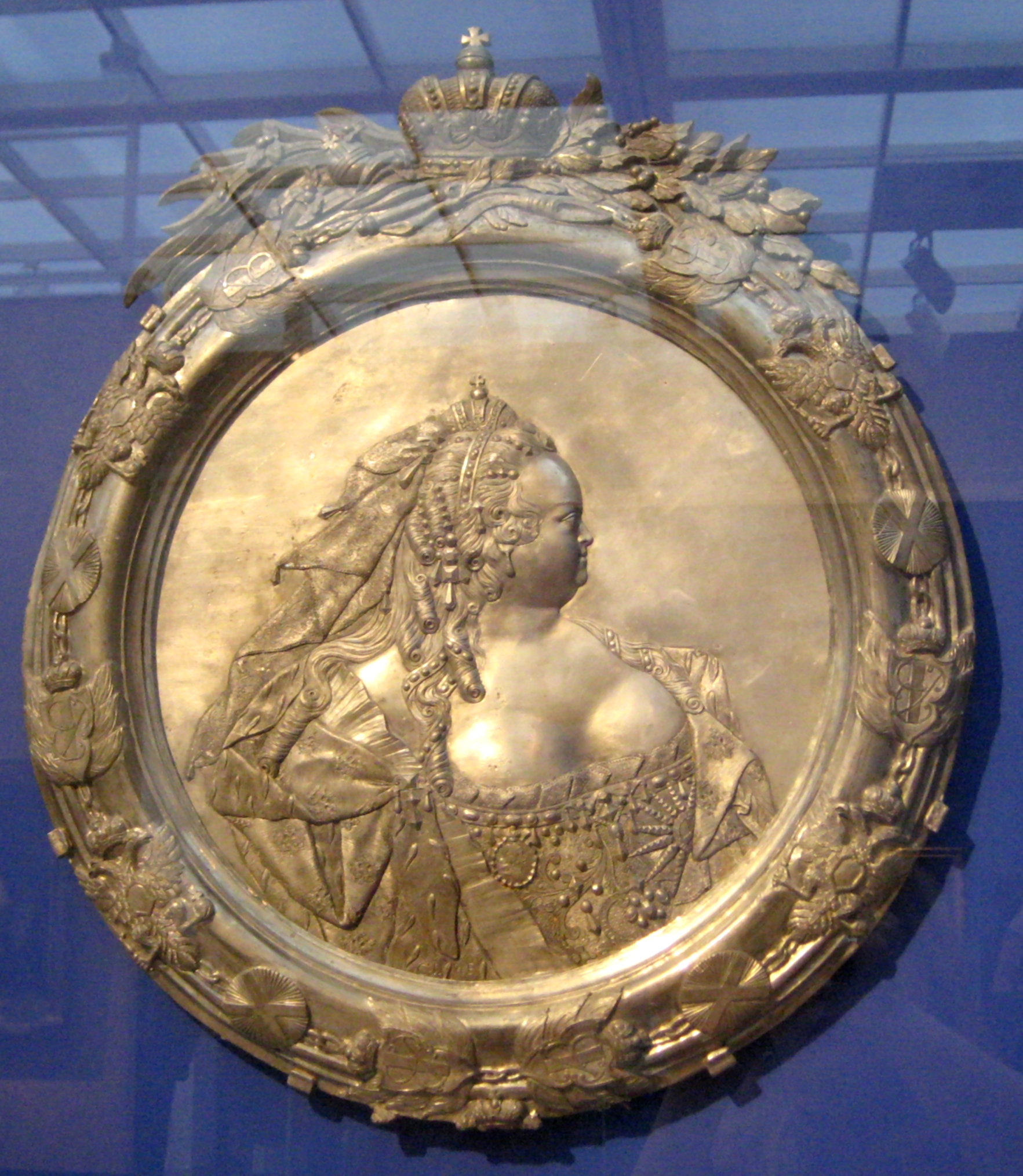
Elisabet I de Rússia, medalló de llauna daurada.

A Rússia Rastrelli inicialment va treballat principalment com a arquitecte. Va participar en la planificació de l'illa Vasilyevsky i en la construcció del palau a Strelna. També va proposat un disseny de l'edifici del Senat, va fer models de fonts i màquines hidràuliques, i va ensenyar a l'Acadèmia de Ciències. Tanmateix, aviat va començar una competència forta amb Jean-Baptiste Alexandre Le Blond, un arquitecte que també s'havia traslladat a Rússia el 1716, i que treballava sobretot fent escultures. La seva primera feina significativa va ser bust d'Alexander Menxikov, que va completar a finals de 1716 utilitzant plom (actualment en una col·lecció privada a París), i el 1717 la va repetir en bronze. Una còpia de marbre del bust va ser creada el 1740 per Vitali.
Els anys 1720 va treballar en la Gran Cascada i en la font Samson al Palau Peterhof i en un pilar triomfal commemoratiu la Gran Guerra del Nord. Un model de la seva última feina inacabada va ser instal·lat a l'Hermitage el 1938. El 1741, va completar l'estàtua d'Anna Ioannovna amb un noi negre, que s'exhibeix en el Museu rus.

### Busts i figura de cera de Pere I

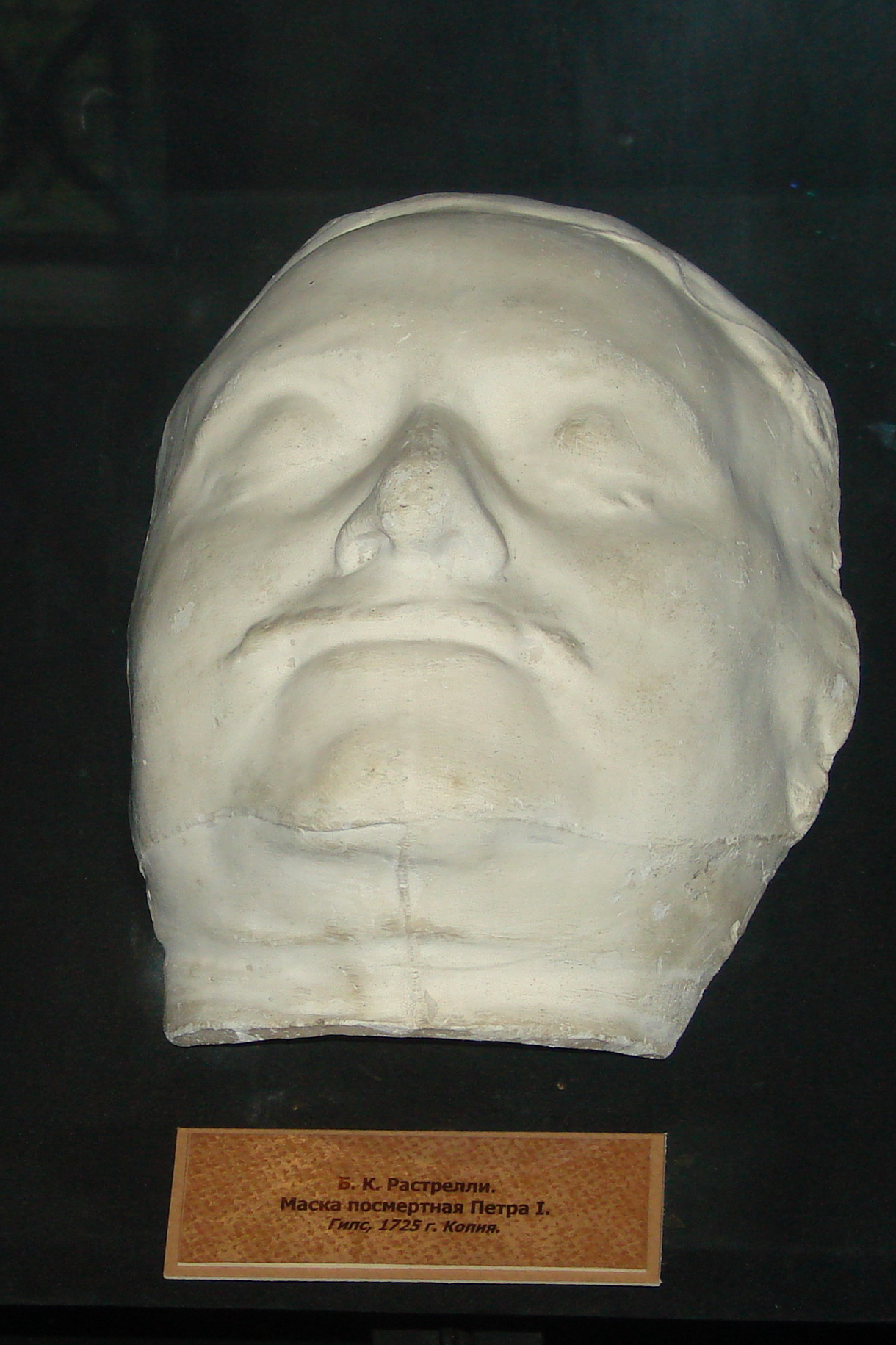
Màscara de mort de Pere el Gran

El 1719, Rastrelli va fer una màscara de la cara de Pere, que va utilitzar en l tres busts de Pere: en bronze (actualment a l'Hermitage), en fusta (per un vaixell militar) i en plom daurat (actualment en el Museu de Copenhaguen). El bust de bronze el va treure el 1723, i els seus detalls van ser afinats el 1729 per un ajudant de Rastrelli.
Després de la mort de Pere el 1725, Rastrelli va fer una altra màscara de la cara, així com motlles de les seves mans i peus; també va mesurar de forma exacta el seu cos. Utilitzant tots aquests detalls, per l'ordre de Catherina I de Rússia, va fer una figura de cera i fusta de Pere, que s'exhibeix a l'Hermitage. La màscara i la figura més tard es van utilitzar per fer diverses estàtues de Pere, incloent el Monument a Pere I (Fortalesa de Pere i Pau) de Mihail Chemiakin.
La figura està vestida amb els objectes de Pere: un abric, jaqueta, pantaló i cinturó amb espatllera fabricat amb seda blava i brodat amb fil de plata. La cinta blava de l'Orde de Sant Andreu li creua el pit. El vestuari s'ha dilapidat al llarg de dos segles i va ser restaurat als anys seixanta. Segons els registres d'A. K. Nartov, mecànic i torner personal de Pere, va ser decorat per Caterina i les seves donzelles, la qual cosa coincideix amb els resultats dels exàmens dels anys seixanta.

### Monument a Pere I (castell de Sant Miquel)

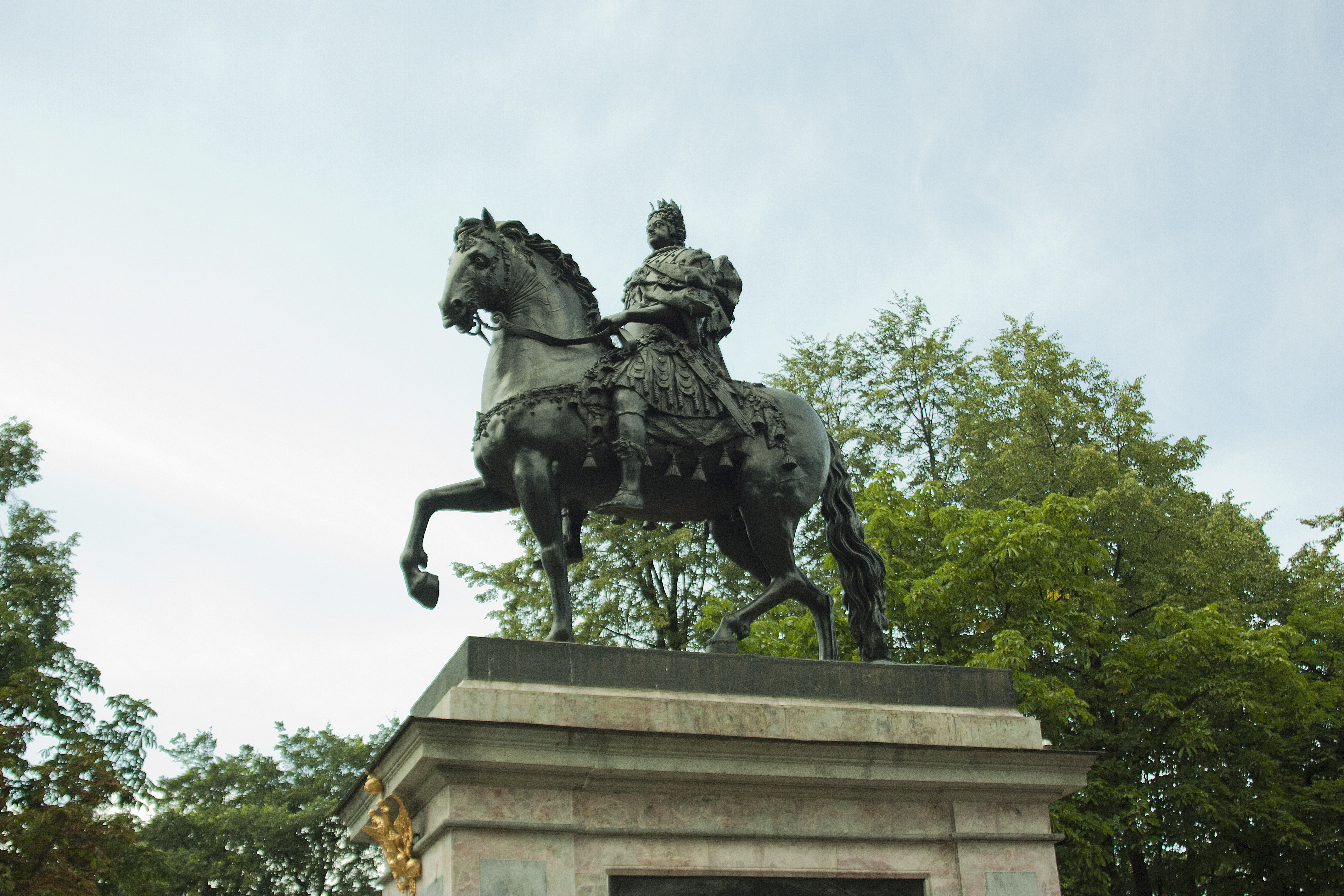
Monument a Pere I al castell de Sant Miquel

El 1716, Pere va ordenar a Rastrelli que construís el seu monument en commemoració de les victòries russes a la Gran Guerra del Nord. Rastrelli va basar el seu treball en estàtues triomfals dels generals romans. El 1724, va crear un model que va ser aprovat per Pere, però la construcció del monument principal va quedar aturada per la mort de Pere; el seu fill la va completat només el 1744–46 després de la mort de Rastrelli.
Caterina II de Rússia va revisar l'obra de Rastrelli el 1763, però no li va agradar. Només el 1800, el seu fill Pau va instal·lar el monument davant del castell de Sant Miquel. Va ordenar afegir la inscripció "Del besnet al besavi" al pedestal, que ja estava decorat amb baixos relleus que representaven escenes de victòries russes durant la Gran Guerra del Nord.